# La modificació
La modificació (títol original en francès: La Modification) és una novel·la de Michel Butor de l'any 1957. L'autor utilitza la segona persona per a descriure el viatge d'un home al tren de París a Roma que fa per trobar la seva companya. El lector segueix el desenvolupament dels pensaments, de totes les reflexions i de les decisions que canvien més i més l'objectiu. Es veu fins a quin punt el protagonista ja no sap què desitja, i com el temps, que passa massa lentament, l'impedeix de persistir en la tria de la seva vida.
L'ús de la segona persona obliga el lector a identificar-se amb el personatge.
La modificació pot ser considerat un bon exemple del moviment literari francès nouveau roman de la dècada del 1950. La trama no té un rol primordial, i els voltants de la història principal són igualment importants.
Va rebre el Premi Renaudot el 1957.

## Edicions
- La Modification, Les Éditions de Minuit, Paris, 1957 (francès).
- La modificació, Edicions 62, Barcelona, 1965 (català).
- La modificación, Seix-Barral, Barcelona, 1969 (castellà).